# Material orgánico del suelo (MOS)

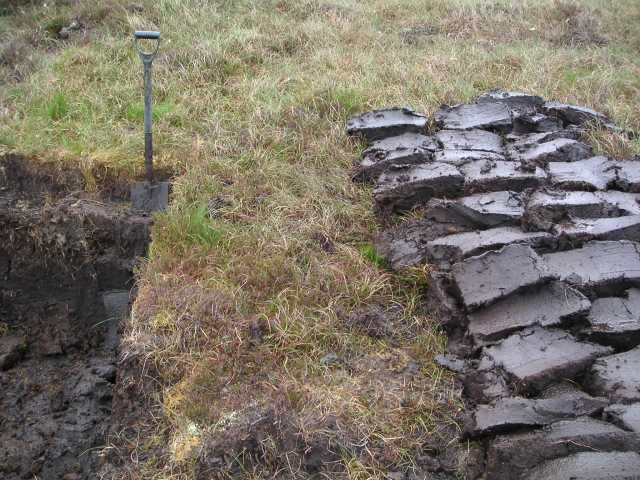
Corte de turba en el Reino Unido.

Material orgánico del suelo ( MOS ) es la biomasa total de organismos vivos de un lugar determinado, referida a una superficie o a un volumen de suelo. La biomasa microbiana del suelo es la materia orgánica presente en forma de tejido microbiano vivo, generalmente asociado a la rizósfera.
Además, la necromasa es la masa de células muertas, incluso aunque todavía formen parte de un organismo vivo. Constituye una materia orgánica todavía no alterada. Un árbol vivo, por ejemplo, se suele considerar como biomasa en su conjunto, a pesar de que la mayor parte de las células de sus tejidos leñosos estén ya muerta. Por otra parte, los aportes de materia orgánica al suelo pueden tener lugar: en la superficie, a partir de las partes aéreas de la vegetación; y dentro del suelo, a partir de las raíces finas, de sus exudados y de los microorganismos.

## Biodegradación
Es la transformación de una sustancia orgánica, natural o artificial, por la acción de microorganismos del suelo que da lugar a nuevas estructuras moleculares, tales como el dióxido de carbono (CO2) y compuestos orgánicos. El estudio último es la mineralización completa de la materia orgánica en (CO2, NH+4, NO-3, entre otros compuestos inorgánicos.
Por lo tanto definimos MOS, como la mezcla de restos vegetales, animales y microbios con sus productos de descomposición, que incluyen sustancias húmicas de síntesis y millones de organismos vivos: mesofauna, microfauna y microorganismos que, junto con las enzimas, son responsables de innumerables procesos bioquímicos y biológicos que tienen lugar en el suelo y determinan su funcionamiento.

### Materia orgánica húmificada
Es la fracción orgánica coloidal, de coloración más o menos oscura, que establece uniones fuertes con los minerales de la arcilla y los óxidos de hierro.
Esta misma tiene su origen de la neo-formación de sustancias húmicas por síntesis microbiana, siendo así consideraremos la coexistencia de sustancias no húmicas y sustancias húmicas o humus.

### No húmicas
Son componentes orgánicos del suelo heredados o ligadamente transformados que presentan composición bioquímica identificable (lípidos, ácidos orgánicos de bajo peso molecular, hidratos de carbono sencillos, polisacáridos, amino azúcares, aminoácidos y proteínas, fosfolípidos, ácidos nucleicos y lignina). Por lo general, su presencia en el suelo es transitoria, al ser utilizados como sustratos de microorganismos, que con el paso del tiempo son descompuestos a CO2, y H2O.

### Humus
En el sentido más estricto es el componente más valioso de la MOS, por ser el conjunto de sustancias, con características comunes, resistentes frente a la biodegradación, y con elevada actividad fisicoquímica. Su composición es caótica y sus unidades estructurales variables. Suelen presentarse de manera de macromoléculas muy complejas, muy diferentes respecto a los constituyentes de la biomasa precursora.
Este está formado por ácidos húmicos, ácidos fulvicos y huminas que tienen pesos moleculares relativamente elevados; al aumentar estos, disminuye su solubilidad y movilidad en el suelo. Son de color variable del amarillento al pardo oscuro o negro. Así constituyendo entre un 60 a un 80% de la materia orgánica total del suelo. Presentando resistencia a la degradación lo que le da un carácter recalcitrante.
La materia orgánica del suelo contiene cerca del 5% de N total, pero también contiene otros elementos esenciales para las plantas, tales como fósforo, magnesio, calcio, azufre y micronutrientes (Anónimo, 1988; Graetz, 1997). Durante la evolución de la materia orgánica en el suelo se distinguen dos fases: la humidificación y la mineralización (Gros y Domínguez, 1992). La humidificación es una fase bastante rápida, durante la cual los microorganismos del suelo actúan sobre la materia orgánica desde el momento en que se la entierra. 
Los autores denominan indistintamente materia orgánica (Navarro et al., 1995) o humus (Gros y Domínguez, 1992) a la parte orgánica que cumple un papel esencial en el suelo. No existe una definición de humus con la que todos los especialistas estén de acuerdo; pero, en general, el término humus designa a las “sustancias orgánicas variadas, de color pardo y negruzco, que resultan de la descomposición de materias orgánicas de origen exclusivamente vegetal”. Contiene aproximadamente un 5% de nitrógeno, por lo que su valor en el suelo se puede calcular multiplicando por 20 su contenido en nitrógeno total (Gros y Domínguez, 1992). 
El humus tiene efecto sobre las propiedades físicas del suelo, formando agregados y dando estabilidad estructural, uniéndose a las arcillas y formando el complejo de cambio, favoreciendo la penetración del agua y su retención, disminuyendo la erosión y favoreciendo el intercambio gaseoso. Cuando se refiere al efecto sobre las propiedades químicas del suelo, los autores mencionan que aumenta la capacidad de cambio del suelo, la reserva de nutrientes para la vida vegetal y la capacidad tampón del suelo favorece la acción de los abonos minerales y facilita su absorción a través de la membrana celular de las raicillas. Y en cuanto a su efecto sobre las propiedades biológicas, favorece los procesos de mineralización, el desarrollo de la cubierta vegetal, sirve de alimento a una multitud de microorganismos y estimula el crecimiento de la planta en un sistema ecológico equilibrado. Estos efectos de la materia orgánica también han sido sugeridos por otros autores.
Para Jhonstom (1991), la cantidad de humus en el suelo depende de muchos factores, tales como la incorporación de nuevos restos orgánicos al suelo y su velocidad de oxidación química y biológica, la velocidad de descomposición de la materia orgánica existente ya en el suelo, la textura del suelo, la aireación, humedad y los factores climáticos. Las prácticas de manejo del cultivo también pueden tener un efecto sobre este parámetro, ya que, por ejemplo, el empleo de abonos minerales acelera la descomposición de la materia orgánica en el suelo. Esto es una manifestación del crecimiento de la actividad biológica, que se traduce en la práctica en una mejora de la fertilidad y, por tanto, de los rendimientos (Gros y Domínguez, 1992). 
La materia orgánica en el suelo también facilita los mecanismos de absorción de sustancias peligrosas como los plaguicidas. Por ejemplo, se sabe que la capacidad del suelo para adsorber compuestos químicos como clorofenoles o cloroanilinas aumenta con el contenido en materia orgánica (Vangestel, 1996). La aplicación de enmiendas orgánicas también aumenta la degradación de fumigantes como el 1,3-D (Gan, et al., 1998a), bromuro de metilo y el isotiocianato metilo (Gan et al., 1998b) y disminuye la volatilización de estos tres pesticidas, cuando la enmienda se aplica en los primeros 5 cm del suelo (Gan et al., 1998a; Gan et al., 1998b). Los pesticidas con materiales catiónicos son firmemente adsorbidos por los coloides del suelo; en cambio, con los pesticidas ácidos hay muy poca adsorción, por lo tanto, se concentran en la solución suelo y en las fases gaseosas (Cremlyn, 1991).